# Cesarino Crescente
Cesarino Crescente, detto Cesare (Padova, 31 dicembre 1886 – Abano Terme, 18 dicembre 1983), è stato un avvocato e politico italiano.

## Biografia
Nato a Padova il 31 dicembre 1886. Dopo aver conseguito la maturità studia e si laurea in Giurisprudenza iniziando quindi la professione di avvocato. Dal 1911 al 1920 è sindaco del comune di Ponte San Nicolò, suo paese di residenza. Negli anni quaranta entra nelle file delle Democrazia Cristiana e nel 1947 viene eletto sindaco di Padova nelle file di questo partito.
Conserverà la carica di sindaco di Padova per 23 anni, fino al 1970, diventando il più longevo sindaco della storia repubblicana della città. Durante la sua amministrazione, a partire dall'inizio degli anni cinquanta, vedono la luce numerosi progetti urbanistici ed edilizi destinati a mutare profondamente l'aspetto di Padova, come la copertura del naviglio interno del Bacchiglione, la costruzione di numerosi edifici moderni nel centro storico della città, la realizzazione del nuovo ospedale nonché la creazione della zona industriale; sarà proprio Cesare Crescente il primo presidente del Consorzio Zip.
Molti di questi interventi urbanistici ed edilizi non rispettarono quanto previsto dal piano regolatore generale redatto nel 1954 da Luigi Piccinato: l'ospedale, ad esempio, fu costruito in una zona troppo centrale, in adiacenza a quello antico risalente alla fine del XVIII secolo. Non si tenne conto inoltre della necessità, prevista dal P.R.G. di Piccinato, di realizzare una viabilità di scorrimento primaria efficiente, opera da anteporre alla realizzazione di quartieri e servizi, scelta che è tra le cause delle notevoli difficoltà attuali nella gestione della mobilità urbana, nonostante gli interventi attuati a partire dagli anni 2000.
È morto ad Abano Terme il 18 dicembre 1983 a pochi giorni dal suo 97º compleanno.